# William Harvey
William Harvey, angleški zdravnik, anatom in fiziolog, * 1. april 1578, Folkestone, Anglija, † 3. junij 1657, Roehampton, London, Anglija.
Njegov največji dosežek je odkritje principa delovanja srca in krvnega obtoka. Podrobno je opisal sistemski krvni obtok in lastnosti krvi, ki jo srce potiska proti možganom in preostalim delom telesa.